# Lerbäcks kyrka
Lerbäcks kyrka ligger i Lerbäcks församling i Askersunds kommun. Kyrkan hör till Strängnäs stift. Miljön runt kyrkan är den bäst bevarande kyrkomiljön i Örebro län. Det vid kyrkan liggande sockencentrumet är klassat av Riksantikvarieämbetet som riksintressant med tiondebod, sockenstuga och gästgivargård.

## Kyrkobyggnaden
En tidigare kyrka på platsen brann ned 1782. Nuvarande kyrka uppfördes åren 1783-1786.
Interiören är präglad av den gustavianska tidens ideal. Pådrivande vid bygget var brukspatron Olof Burenstam på Skyllbergs bruk. Fönstren har fogar av gjutjärn och på kyrkogården finns gjutjärnshällar som gravstenar. Kyrkbyn är centrum i Lerbäcks bergslag.

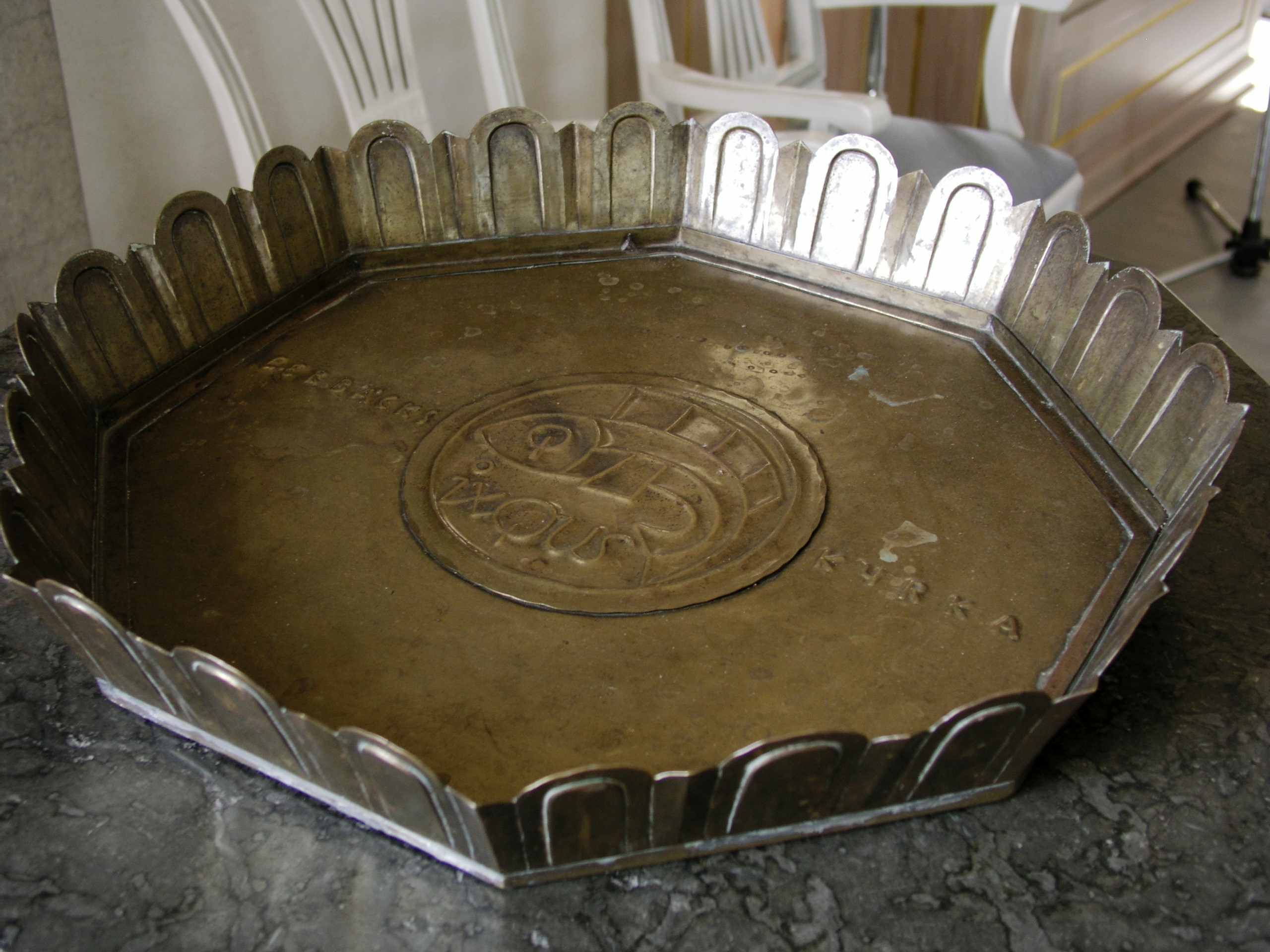
Dopskål

Dopbordet i kalksten bär årtalet 1789. Den tillhörande dopskålen i silver skänktes av länsmannen och krögaren Berg. Denne räddade kyrksilvret vid branden 1782, genom att rådigt stänga dörren till sakristian.

## Orgel
- 1850-talet byggdes en orgel av C G Klingberg, Lerbäck med 5 stämmor. Den sattes upp i Hardemo kyrka 1873.
- 1870 bygger Erik Adolf Setterquist, Örebro en orgel med 15 stämmor.
- Den nuvarande orgeln är byggd 1937 av E A Setterquist & Son, Örebro. Orgeln är pneumatisk och har tre fria kombinationer.

| Manual I          | Manual II          | Pedal         | Koppel    |
| Principal 16´     | Gedackt 16´        | Principal 16´ | I/P       |
| Principal 8´      | Basetthorn 8´      | Subbas 16´    | II/P      |
| Flöjt Harmonik 8´ | Rörflöjt 8´        | Ekobas 16´    | II/I      |
| Gedackt 8´        | Hornprincipal 4'   | Octava 8´     | I 4'/I    |
| Gamba 8'          | Flöjt Oktaviant 4' | Borduna 8'    | II 16'/I  |
| Oktava 4'         | Spetskvint 2 2/3'  | Hålflöjt 4'   | II 4'/I   |
| Oktava 2'         | Blockflöjt 2'      |               | II 16'/II |
| Mixtur 4 kor      | Ters 1 3/5'        |               | I 4'/P    |
| Trumpet 8'        | Solokornett 5 kor  |               |           |
|                   | Tremulant          |               |           |

### Kororgel
- 1976 byggde Anders Perssons Orgelbyggeri en kororgel med sex stämmor.
- Den nuvarande kororgeln är byggd 1990 av Åkerman & Lund Orgelbyggeri AB, Knivsta. Orgeln är mekanisk.

| Manual            | Pedal      | Koppel   |  |
| Gedackt 8’        | Subbas 16’ | Man/Ped. |  |
| Flöjt 4’          |            |          |  |
| Principal 2’      |            |          |  |
| Kvinta 1 1⁄3’     |            |          |  |
| Crescendosvällare |            |          |  |